# Andrzej Krzyścin
Andrzej Krzyścin (* 16. August 1967) ist ein ehemaliger polnischer Marathonläufer.
1993 wurde er Sechster beim Berlin-Marathon, 1994 Dritter beim Los-Angeles-Marathon und 1995 Vierter beim Berliner Halbmarathon. 
1998 gewann er den Košice-Marathon. Einem neunten Platz beim Prag-Marathon 1999 folgte im Jahr darauf ein zweiter Platz beim Dębno-Marathon und der Sieg bei der Premiere des Posen-Marathons.
2001 wurde er beim wegen seines Gefälles nicht bestenlistentauglichen Austin-Marathon Zweiter in 2:11:42 h und Dritter in Dębno. 2002 siegte er in Austin und beim Cleveland-Marathon. 2003 verteidigte er seinen Titel in Austin, wurde Fünfter beim Grandma’s Marathon und gewann erneut in Posen. Sein letzter großer Erfolg war der dritte Sieg in Folge beim Austin-Marathon 2004; es folgte ein vierter Platz beim Breslau-Marathon desselben Jahres.

## Persönliche Bestzeiten
- Halbmarathon: 1:02:44 h, 2. April 1995, Berlin
- Marathon: 2:13:14 h, 26. September 1993, Berlin